# Hella Lendl
Hella Lendl, geborene Zwerschitz, (geboren 3. Februar 1905 in Mürzzuschlag, Steiermark; gestorben 30. September 2004) war eine österreichische Politikerin (SPÖ) und Hausfrau. Sie baute nach dem Ende des Zweiten Weltkrieges die sozialistische Frauenbewegung in ihrer Heimatstadt auf.

## Leben
Hella Lendl wurde als Hella Zwerschitz  geboren. Sie war Tochter des Eisenbahners Johann Zwerschitz und seiner Ehefrau Luise. Sie besuchte sechs Jahre lang die Volksschule in Mürzzuschlag und anschließend für zwei Jahre die Bürgerschule. Sie bildete sich später auch noch durch diverse Abendkurse, unter anderem an der Frauenschule in Waldegg, weiter. Im Jahr 1921 begann sie eine Lehre zur Kanzleikraft bei der Konsumgenossenschaft Mürzzuschlag. Nach ihrem Lehrabschluss war sie noch bis 1938 bei der Konsumgesellschaft tätig, unter anderem ab 1936 als Hauptkassiererin und Sekretärin der Direktion.
Lendl begann ihre politische Karriere bereits kurz nach ihrer Lehrzeit als Funktionärin der Sozialdemokratische Partei Österreichs (SPÖ) und des örtlichen Arbeiterturnvereins sowie der Konsumgenossenschaft. Aufgrund ihrer Heirat zog sich Lendl im Jahr 1939 aus dem Berufsleben zurück und war bis nach Ende des Zweiten Weltkrieges eine Hausfrau. Im Jahr 1941 wurde ihr Sohn, ihr einziges Kind, geboren. Nach Kriegsende wurde sie 1945 als Funktionärin in die SPÖ gerufen und baute in diesem Jahr die sozialistische Frauenbewegung in ihrem Heimatort Mürzzuschlag auf. Bei der ersten Landtagswahl nach dem Zweiten Weltkrieg am 12. Dezember 1945 wurde Lendl als Landtagsabgeordnete in den steiermärkischen Landtag gewählt, dem sie bis zum 6. April 1970 angehörte. Dabei war sie Obmann des Sozialausschusses und Obmannstellvertreterin des Wirtschaftsausschusses sowie Mitglied des Wohnungs- und des Schulausschusses. Von 1946 bis 1970 war sie zudem Mitglied des Gemeinderates von Mürzzuschlag, wo sie von 1950 bis 1956 dem Gemeindevorstand angehörte.
Lendl wurde 1960 für ihre Verdienste um die Republik Österreich das Goldene Ehrenzeichen der Republik Österreich verliehen. Die Stadt Mürzzuschlag verlieh ihr 1970 zudem den Ehrenring der Stadt.